# Legio I Parthica
La Legio I Parthica (Primera legión «de Partia») fue una legión romana, creada en 197 por el emperador Septimio Severo. La presencia de la legión en el Oriente Medio está registrada hasta principios del siglo V. El emblema de la legión era el centauro.

## Historia

### Siglo III
Las legiones I, II y III Parthicae fueron creadas por Septimio Severo para su segunda campaña contra el Imperio Parto. Después del éxito en esta campaña, la I Parthica, junto con la III Parthica, permanecieron en la región, en el campamento de Singara (Sinjar, Irak), en Mesopotamia, para reforzar el limes oriental frente a posibles ataques de los partos.
Los legionarios de la I Parthica fueron enviados a otras provincias como Licia, Cilicia y la Cirenaica.

### SigloIV
En 360, la I Parthica defendió sin éxito su campamento contra un ataque de los Sasánidas; después de la derrota, la legión fue trasladada a Nísibis (moderna Turquía), donde permaneció hasta que la ciudad fue entregada por el emperador Joviano a los persas sasánidas en 363.

### SiglosVyVI
Después de eso, la legión se trasladó a Constantina, donde aún permanecía estacionada a finales del siglo V, desapareciendo en la reorganización militar promovida por los emperadores Justino (r. 518-527) y Justiniano (r. 527-565).